# 四友王
四友王（よともおう、生没年不詳）は、平安時代前期の皇族。嵯峨天皇から仁明天皇までのいずれかの天皇の孫か。官位は従四位上・兵部大輔。

## 経歴
二世王の蔭位により従四位下に直叙されたのち、清和朝末の貞観18年（876年）次侍従に任官する。翌貞観19年（877年）陽成天皇の即位に伴う叙位にて従四位上に昇叙される（この時の官職は美作守）。
光孝朝の仁和2年（886年）兵部大輔の官職にあったが、弾正大弼・雅望王らとともに斎宮・繁子内親王が伊勢大神宮に入る際の前駆を務めている。

## 官歴
『日本三代実録』による。
- 時期不詳：従四位下（直叙）
- 貞観18年（876年） 4月1日：次侍従
- 時期不詳：美作守
- 貞観19年（877年） 正月3日：従四位上
- 仁和2年（886年） 8月20日：見兵部大輔